# كن حذرا للغاية من الزواج
كن حذراً للغاية من الزواج (بالهندية: शुभ मंगल ज़्यादा सावधान) (بالإنجليزية: Shubh Mangal Zyada Saavdhan)‏ هو فيلم كوميدي رومانسي باللغة الهندية عام 2020 من تأليف وإخراج هيتيش كيواليا. إنه الخليفة الروحي لفيلم شوب مانجال سافدهان (2017). الفيلم من بطولة أيوشمان كورانا وجيتندرا كومار، مع جاجراج راو، نينا جوبتا، بانكوري اواشتي، مانفي جاجرو ومانو ريشي في الأدوار الداعمة. يحكي الفيلم قصة رجل مثلي الجنس وشريكته، اللذان يواجهان صعوبة في إقناع والدي الأول بعلاقتهما.
تم إصدار فيلم شوب مانجال زيادة سافدهان عالميًا في 21 فبراير 2020، وحقق نجاحًا تجاريًا. في حفل توزيع جوائز فيلم فير السادس والستين، تلقى الفيلم ترشيحات لأفضل ممثل (خورانا)، وأفضل ممثل مساعد (راو)، وأفضل ممثلة مساعدة (جاجرو وجوبتا).

## القصة
أمان تريباثي هو مُعلن من عائلة أرثوذكسية من الطبقة المتوسطة في الله أباد. تتكون عائلته من والدته سونينا - ربة منزل، ووالده شانكار - عالم زراعي محافظ قام مؤخرًا بإنشاء مجموعة جديدة من القرنبيط الأسود، وخالته وعمه وأبناء عمومته. يعيش أمان مع صديقه، كارتيك سينغ، في دلهي. ذات يوم، تطلب منه سونينا حضور حفل زفاف جوجل (شقيقة ابنة عم أمان). تعتزم سونينا وشانكار تزويج أمان من ابنة صديق العائلة، كوسوم نيجام. أمان وكارتيك يصعدان إلى القطار "فيفا إكسبريس"، حيث تتواجد عائلة أمان بالفعل على متنه. في القطار، أمان وكارتيك يتبادلان قبلة، لكن شانكار يمسك بهما. يقترح كارتيك أن يخرج أمان إلى والده. يطلب شانكار من أمان البقاء بعيدًا عن كارتيك.
في حفل زفاف جوجل، يحاول شانكار إبقاء كارتيك وأمان بعيدًا عن بعضهما البعض لكنه يفشل. كارتيك وأمان يتبادلان قبلة علنية، مما يترك الجميع في حالة صدمة. يواجه شانكار وسونينا أمان، الذي يواجههما بدوره ويظلان غير مقتنعين بجنسيته. في هذه الأثناء، يرفض أشوك الزواج من جوجل بسبب ميول أمان الجنسية. يتم نقل كارتيك بعيدًا بواسطة تشامان (عم أمان من جهة الأب) إلى محطة السكة الحديدية؛ بينما يبتز شانكار أمان ليوافق على الزواج من كوسوم. تهرب جوجل إلى محطة السكة الحديدية وتحاول الانتحار هناك، لكن كارتيك يوقفها. يقنع كارتيك جوجل بأن لديها عائلة تدعمها. في المقابل، تقنع جوجل كارتيك باستعادة أمان وتكشف له أنها كانت تعلم منذ الطفولة أن أمان مثلي الجنس.
أثناء عودتها إلى الله آباد، أخبرت كوسوم أمان أنها بالفعل تحب رجلاً آخر يدعى راكيش. تقدم عرضًا: سوف يتزوجان، ولكنهما يستمران في العيش مع عشاقهما في دلهي. يقرر شانكار وسونينا إعادة تسمية أمان من أجل تطهيره من "خطاياه". عند العودة إلى الله أباد، كانت العائلة في منتصف عملية إعادة التعميد عندما ظهر جوجل وكارتيك في منزلهم. شانكار يضرب كارتيك بالعصا، مما يجعله فاقدًا للوعي. في نفس الوقت تتشاجر جوجل مع والديها وتحتج بأنها لا تريد الزواج. وفي هذه الأثناء، يوافق أمان على الزواج من كوسوم من أجل إنقاذ كارتيك. تبدأ العائلة بالتحضيرات للزفاف. يحاول كارتيك إقناع أمان بعدم الزواج من كوسوم، لكن أمان غير قادر على القتال ضد عائلته.
في يوم الزفاف، علم شانكار وسونينا أن المحكمة العليا ستصدر حكمها بشأن إلغاء تجريم المثلية الجنسية في اليوم التالي. يتقاتلون على عشاقهم السابقين ويدركون أنهم كانوا يعيشون مع بعضهم البعض بنصف قلب. يشعرون أنهم لا يريدون نفس الشيء لابنهم، لكنهم يقررون المضي قدمًا في الزفاف على أي حال، معتقدين أن كل شيء سيكون على ما يرام بعد الزفاف. يفتح كارتيك أحد القرنبيط الأسود الخاص بشانكار ويظهر له أنه مليء بالديدان. يجسد القرنبيط باعتباره شانكار والديدان باعتبارها طبيعته. في هذه الأثناء، يسرق كوسوم جميع مجوهرات سونينا ويهرب، ويترك وراءه رسالة في غرفة أمان. يقرأ كارتيك الرسالة ويتنكر في هيئة "العروس". يكتشف جوجل هذا الأمر ويقرر مساعدة أمان وكارتيك.
أثناء الحفل، يشك شانكار في أن هناك شيئًا خاطئًا، ويطارد "العروس" عن غير قصد، عندما يكشف كارتيك عن نفسه فجأة مما يثير دهشة الجميع. ثم يسلم جوجل مذكرة كوسوم إلى سونينا، مما يسبب صدمة للجميع. يعترف أمان بحبه لكارتيك أمام عائلته، ويقول إنه كان يعلم أن عائلته لن تفهمه أبدًا. يسأل شانكار إذا كانت علاقتهما كأب وابنه ستتغير بأي شكل من الأشكال فقط لأنه يحب كارتيك. ويخبرها أنها فقدت ابنها قبل أن تفقد مجوهراتها بفترة طويلة. في تلك اللحظة، وصلت الشرطة لإلقاء القبض على أمان وكارتيك، وألقوا القبض على كوسوم أثناء محاولته ركوب الحافلة بالمجوهرات المسروقة، والذي كشف بدوره للشرطة أن أمان وكارتيك مثليان. تحاول العائلة إيقاف الشرطة، لكنهم يرفضون المغادرة في تلك الليلة قائلين إن أمان وكارتيك قد يهربان وعليهم اتباع القانون. تعيد كوسوم المجوهرات إلى سونينا، التي تدرك أن سعادة ابنها أكثر أهمية وتعطي كل المجوهرات إلى كوسوم. يدرك والدا جوجل أن الزواج ليس هو الشيء الأكثر أهمية في العالم ويمنحانها موافقتهما على البقاء عازبة إذا كان هذا ما تريد القيام به. يفتح شانكار المزيد من القرنبيط الأسود ويدرك أن جميعها مليئة بالديدان، مما يجعله يدرك بدوره أن معتقداته بحاجة إلى التغيير.
وفي اليوم التالي، أصدرت المحكمة العليا حكما تاريخيا يقضي بإلغاء تجريم المثلية الجنسية. يتصالح أمان وكارتيك مع العائلة ويغادران إلى دلهي. يحرق شانكار كل قرنبيطه الأسود ويضع أمان وكارتيك في محطة السكة الحديد ويخبرهما أنه حتى لو لم يفهم حبهما، فهو لا يريد أن يتوقف أمان عن عيش حياته على أكمل وجه. المشهد الأخير يظهر أن أمان وكارتيك سوف يركضان حتى يتمكنا من عيش حياتهما بسعادة.

## الممثلون
- أيوشمان كورانا في دور كارتيك سينغ
- جيتندرا كومار في دور أمان تريباثي
- جاجراج راو في دور شانكار تريباثي، والد أمان
- نينا جوبتا في دور سنينة تريباثي، والدة أمان
- مانو ريشي في دور شامان تريباثي، عم أمان
- سونيتا راجوار في دور تشامبا تريباثي، عمة أمان
- مانفي جاجرو في دور راجني "غوغل" تريباثي، ابن عم أمان
- بانكوري اواشتي بدور كوسوم نيجام، خطيبة أمان السابقة
- نيراج سينغ في دور كيشاف تريباثي، ابن عم أمان
- بهومي بيدنيكار في دور ديفيكا بهات
- هارديك جابي في دور بينتو
- ماهيش سيث بدور سوريكانت بهات، والد ديفيكا
- بريج كومار باندي في دور البانديت
- أجيت سينغ بالوات في دور ضابط الشرطة
- بابي لاهيري في ظهور خاص في أغنية Arey Pyaar Kar Le بنفسه

## الإصدار
تم إصدار الفيلم في 21 فبراير 2020. بعد إغلاق دور العرض الهندية في منتصف مارس بسبب فيروس كورونا المستجد، تم إصدار الفيلم على أمازون برايم فيديو.

## الموسيقى التصويرية
أغاني الفيلم من تأليف وكتابة تانيشك باجشي وفايو وتوني كاكار.
أغنية "Gabru" تم تأليفها في الأصل من قبل يو يو هوني سينج. تم إصدار الأغنية في عام 2011 في ألبوم يو يو هوني سينج. تم غناء الأغنية بواسطة رومي وتم إعادة إنتاج الموسيقى بواسطة تانيشك باجشي.
كانت أغنية "Arey Pyaar Kar Le" إعادة إنتاج لأغنية "Yaar Bina Chain Kahan Re" من فيلم صاحب لعام 1985، وقد ألفها في الأصل بابي لاهيري، وكتب كلماتها أنجان وغناها بابي لاهيري وس. جاناكي ثم أعاد تانيشك باجشي إنتاجها.
أغنية "Kya Karte Thay Sajna" غناها في الأصل أنورادها بودوال وأوديت نارايان، وألحان أناند ميليند وكتبها مجروه سلطانبوري من الفيلم التلفزيوني لال دوباتا مالمال كا. تم إعادة إنشائه بواسطة تانيشك باجشي، بصوت زارا خان وكتابة فايو.
| #  | عنوان                    | المدة |
| -- | ------------------------ | ----- |
| 1. | "Gabru"                  | 2:45  |
| 2. | "Mere Liye Tum Kaafi Ho" | 2:12  |
| 3. | "Arey Pyaar Kar Le"      | 2:44  |
| 4. | "Ooh La La"              | 3:19  |
| 5. | "Aisi Taisi"             | 2:42  |
| 6. | "Raakh"                  | 3:04  |
| 7. | "Kya Karte Thay"         | 2:48  |

## روابط خارجية
- كن حذراً للغاية من الزواج على موقع IMDb (الإنجليزية)
- كن حذراً للغاية من الزواج على موقع روتن توميتوز (الإنجليزية)
- كن حذراً للغاية من الزواج على موقع قاعدة بيانات الفيلم (الإنجليزية)
- كن حذراً للغاية من الزواج على موقع ليتربوكسد (الإنجليزية)
- كن حذراً للغاية من الزواج على موقع كينوبويسك (الروسية)